# Samuel Spewack
Samuel Spewack, noto anche con lo pseudonimo di Sam Spewack (Bachmut, 16 novembre 1899 – New York, 14 ottobre 1971), è stato un drammaturgo, librettista e sceneggiatore russo naturalizzato statunitense.

## Biografia
Dopo essersi trasferito negli Stati Uniti dalla nativa ucraina da bambino, Samuel Spewack studiò alla Columbia Università, prima di cominciare a lavorare come giornalista. Lavorò come reporter per il New York World e per il New York Tribune e svolgendo le sue mansioni da giornalista entrò in contatto con Bella Cohen, che lavorava al The New York Call e che sposò nel 1922. Poco dopo le nozze la coppia si trasferì a Mosca, dove i Spewack lavorarono come corrispondenti dall'estero per quattro anni. Tornati negli Stati Uniti, gli Spewack debuttarono nel mondo dello spettacolo come commediografi e librettisti di musical a Broadway, dove debuttarono nel 1928 con la pièce The War Song, a cui seguirono Poppa nello stesso anno e Clear All Wires (1932), sulla loro esperienza moscovita. Successivamente i due collaborarono per le commedie Spring Song (1934), Boy Meets Girl (1935) e Miss Swan Expects (1939). Nel 1938 gli Spewack collaborarono con Cole Porter nel musical Leave It To Me!, tratto dalla loro commedia Clear All Wires.
Nel 1941 scrisse con la moglie e Leo McCarey la sceneggiatura del film Le mie due mogli, per cui ricevette una candidatura all'Oscar al miglior soggetto. Nel 1949 ottenne il suo più grande successo con il musical Kiss Me, Kate, sempre di Cole Porter, che rimase in scena a Broadway per oltre due anni e mille repliche. Per il loro libretto del musical i coniugi Spewack vinsero il Tony Award; il musical è diventato uno dei classici del teatro musicale ed è stato riproposto più volte sulle scene di Broadway, del West End londinese e di tutto il mondo, oltre ad essere stato adattato in un film nel 1953. Successivamente, le loro commedie The Golden State e My 3 Angels furono messe in scena a Broadway rispettivamente nel 1950 e nel 1953. Rimase sposato con Bella Spewack fino alla sua morte nel 1971; la moglie gli sopravvisse di diciannove anni.

## Filmografia parziale

### Cinema
- Il gatto e il violino (The Cat and the Fiddle), regia di William K. Howard e Sam Wood (1934)
- Modella di lusso (Vogues of 1938), regia di Irving Cummings (1937)
- Boy Meets Girl, regia di Lloyd Bacon (1938)
- Le mie due mogli (My Favorite Wife), regia di Garson Kanin (1940)
- Fammi posto tesoro (Move Over, Darling), regia Michael Gordon (1963)

### Televisione
- Studio One - serie TV, 1 episodio (1949)
- ITV Play of the Week - serie TV, 2 episodi (1957-1962)
- Startime - serie TV, 1 episodio (1959)